# Bernd Vöhringer

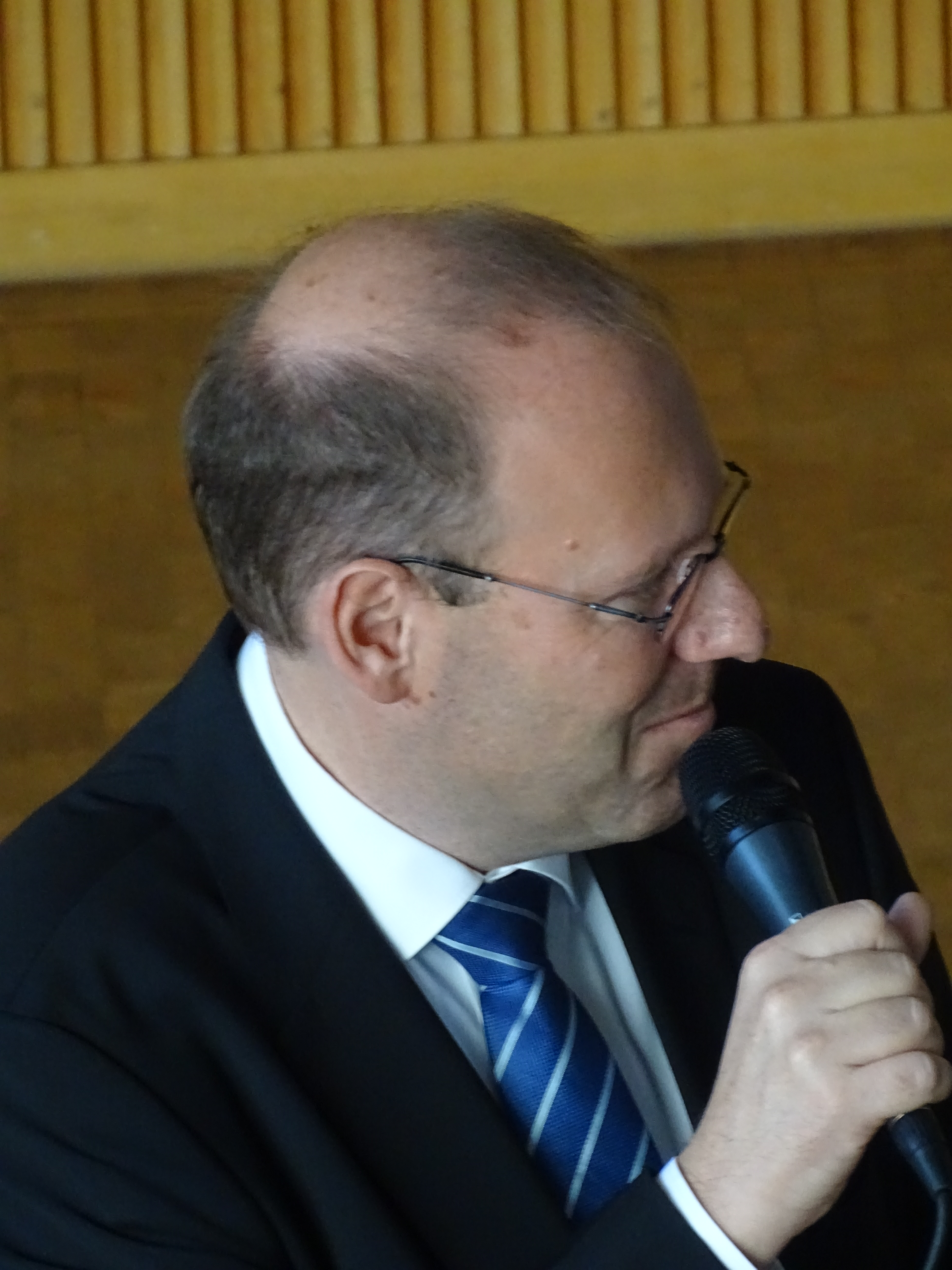
Bernd Vöhringer, 2018

Bernd Vöhringer (* 24. Oktober 1968 in Sindelfingen) ist ein deutscher Politiker (CDU) und war von 2001 bis 2025 Oberbürgermeister der Stadt Sindelfingen.

## Leben
Bernd Vöhringer wuchs in Sindelfingen auf und schloss 1985 die Realschule Hinterweil mit der Mittleren Reife ab. Anschließend absolvierte er von August 1985 bis Juni 1987 eine Ausbildung zum Industriekaufmann bei der IBM Deutschland GmbH. Nach Ende der Ausbildung machte Vöhringer sein Abitur an der Wirtschaftsoberschule Stuttgart und arbeitete weiterhin als freier Mitarbeiter bei IBM. Nach seinem Grundwehrdienst beim Stab der Deutsch-Französischen Brigade in Böblingen von Juni 1989 bis August 1990, nahm er ein Studium der Wirtschaftswissenschaften an der Universität Hohenheim auf, welches er als Diplom-Ökonom abschloss. Bereits während des Studiums arbeitete Vöhringer bei der deutschen Niederlassung von Hewlett-Packard in Böblingen, zunächst als Marketing-Assistent, nach seinem Hochschulabschluss als Produktmanager. Im Anschluss an sein Studium promovierte er an der Universität Hohenheim am Lehrstuhl für Wirtschaftsinformatik und arbeitete dort parallel bis zum Jahr 2000 als wissenschaftlicher Mitarbeiter und Doktorand. Seine Doktorarbeit für die Promotion zum Doktor der Wirtschaftswissenschaften (Dr. oec.) im Jahr 2003 trägt den Titel: Unterstützung der kommunalpolitischen Führung durch Informations- und Kommunikationstechnologie im Rahmen des New Public Management.
Nach einer Station als Unternehmensberater bei der Droege & Comp. AG in München von 2000 bis 2001 wurde Bernd Vöhringer am 27. Mai 2001 zum Oberbürgermeister der Stadt Sindelfingen in Baden-Württemberg gewählt.

## Öffentliche Ämter
Als Oberbürgermeister engagiert sich Bernd Vöhringer in verschiedenen Gremien und Ausschüssen, regional, national sowie international. Ein besonderes Anliegen ist ihm dabei ein starkes Europa, welches auf gemeinsamen Werten und dem Prinzip der Subsidiarität basiert. Seit 2012 ist Bernd Vöhringer engagiertes Mitglied der deutschen Delegation im Kongress der Gemeinden und Regionen im Europarat, deren Leitung er von 2012 bis Februar 2021 innehatte. Von November 2018 bis März 2021 war er außerdem Fraktionsvorsitzender der Europäischen Volkspartei im Kongress des Europarats. Am 23. März 2021 wurde Bernd Vöhringer zum Präsidenten der Lokalkammer im Kongress der Gemeinden und Regionen im Europarat gewählt. Als Präsident vertritt er die rund 100.000 lokalen Gebietskörperschaften in den 46 Mitgliedsstaaten des Europarats in den Feldern Demokratie, Menschenrechte und Rechtsstaatlichkeit.
Darüber hinaus war Bernd Vöhringer im Deutschen Städtetag aktiv. Er war Mitglied im Finanzausschuss. Zudem war er ab 2002 Mitglied im Hauptausschuss des Deutschen Städtetags.
Weiteres Engagement beinhaltete die Positionen als Stellvertretender Vorsitzender der Kommunalen Gemeinschaftsstelle für Verwaltungsmanagement (KGSt).
Bernd Vöhringer war außerdem Gründungsmitglied der Initiative Zukunftsfähige Führung und war von 2005 bis 2012 Stellvertretendes Vorstandsmitglied und von 2012 bis 2020 Ordentliches Vorstandsmitglied beim Städtetag Baden-Württemberg. Zudem war Vöhringer bis 2024 als Ordentliches Mitglied im Hauptausschuss des Kommunalen Arbeitgeberverbands Baden-Württemberg aktiv.

## Politische Laufbahn
Bernd Vöhringer ist seit 1990 Mitglied der Christlich Demokratischen Union Deutschlands (CDU). Seine Karriere begann als Stadtverbandsvorsitzender der Jungen Union Sindelfingen, später übernahm er den Vorsitz des Union Kreisverbands Böblingen. Im Anschluss daran wurde er Stadtverbandsvorsitzender der CDU Sindelfingen und Vorstandsmitglied im CDU-Kreisvorstand Böblingen.
Bei den Kommunalwahlen 1994 wurde Vöhringer in den Gemeinderat der Stadt Sindelfingen gewählt, dem er bis Juni 2000 angehörte. Von April 1997 bis Juni 2000 führte er darüber hinaus die CDU-Fraktion des Gemeinderats als Vorsitzender an. Am 27. Mai 2001 wurde Bernd Vöhringer im zweiten Wahlgang zum Oberbürgermeister der Stadt Sindelfingen gewählt. Bei seinem Amtsantritt war er mit 32 Jahren der jüngste Oberbürgermeister Deutschlands. 2009 und 2017 wurde er wiedergewählt. Bei der Oberbürgermeisterwahl 2025 trat er nicht erneut an. Seine Amtszeit lief bis Ende Juli 2025; ihm folgte Markus Kleemann nach.
Seit 2004 ist Vöhringer Mitglied des Kreistags im Landkreis Böblingen. Zudem gehörte er von 1999 bis 2019 der Regionalversammlung des Verbands Region Stuttgart an und ist seit 2024 erneut in dieser Versammlung vertreten.

## Ehrenamtliches Engagement
Bernd Vöhringer ist ehrenamtlich vielseitig engagiert. Bereits seit vielen Jahren ist er beim Deutschen Roten Kreuz (DRK) Sindelfingen aktiv, zunächst als einfacher Sanitäter, seit 2014 als Rettungssanitäter. Seit 2006 ist er außerdem Vizepräsident des DRK-Kreisverbands Böblingen.
Weitere Mitgliedschaften umfassen den Verein für Leibesübungen (VfL) Sindelfingen und den Stadtjugendring Sindelfingen. Von 2002 bis 2012 war Vöhringer Vorsitzender der SportRegion Stuttgart. Zudem ist Vöhringer Mitglied im Rotary-Club Stuttgart-Wildpark.

## Privat
Bernd Vöhringer wohnt in Sindelfingen und hat einen Sohn.

## Werk
- Computerunterstützte Führung in Kommunalverwaltung und -politik: Steuerung mit New Public Management und Informationstechnologie. Mit einem Geleitw. von Helmut Krcmar. Wiesbaden 2004, ISBN 978-3-8244-8012-8